# شارلوت ستينغ
شارلوت ستينغ (بالإنجليزية: Charlotte Sting)‏ هو فريق كرة سلة أمريكي للمحترفات، تأسس في سنة 1997 يقع مقره في تشارلوت. يلعب في دوري الاتحاد الوطني لكرة السلة النسائية ووصل النهائي في سنة 2001.